# Macintosh Quadra 650

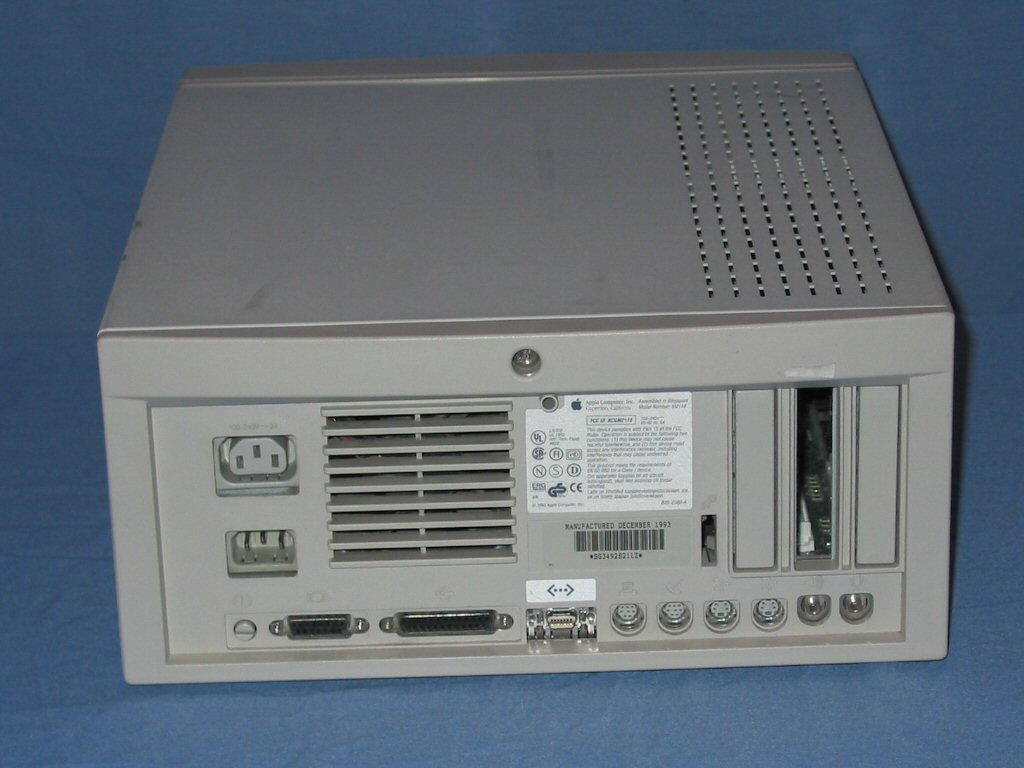
Macintosh Quadra 650, achteraanzicht

De Macintosh Quadra 650, die oorspronkelijk op de markt gebracht werd als Macintosh Centris 650, is een personal computer die ontworpen, gefabriceerd en verkocht werd door Apple Computer van februari 1993 tot september 1994. De Centris 650 werd samen met de kleinere Centris 610 geïntroduceerd als opvolger van de Macintosh IIci, IIvi en Quadra 700, en had de start moeten worden van een nieuwe Centris-productfamilie die zich in het midden van Apple's productlijn zou bevinden. Later in 1993 besliste Apple om zijn productfamilies af te stemmen op hun doelpubliek: Quadra voor de zakelijke markt, Performa voor de consumentenmarkt en LC voor de onderwijsmarkt. De Centris 650 werd ondergebracht in de Quadra-reeks.
De  Quadra 650 verdween van de markt in september 1994 en kreeg geen opvolger, alhoewel de Power Macintosh 7100 die even voordien uitgebracht was dezelfde behuizing gebruikte als de 650, hetzelfde doelpubliek had en zich in dezelfde prijsklasse bevond.

## Modellen
De Centris 650 was voorzien van een ingebouwde grafische kaart (met VGA-ondersteuning via een speciale adapter), drie NuBus-slots, een Processor Direct Slot, twee ADB en twee seriële poorten en een externe SCSI-connector. Alnaargelang de configuratie was op het moederbord 4 of 8 MB geheugen gesoldeerd. Via vier 72-pin SIMM-slots kon het geheugen uitgebreid worden tot 132 of 136 MB. Sommige uitvoeringen beschikten over een AAUI-poort om de computer met een Ethernet-netwerk te verbinden.
Beschikbaar vanaf 10 februari 1993:
- Macintosh Centris 650:[1]
  - 68LC040-processor op 25 MHz, 4 MB RAM, 512 KB VRAM en een 80 MB harde schijf
  - 68040-processor op 25 MHz, 8 MB RAM, 512 KB VRAM, 80 MB harde schijf en Ethernet
  - 68040-processor op 25 MHz, 8 MB RAM, 512 KB VRAM, 230 MB harde schijf en Ethernet
  - 68040-processor op 25 MHz, 8 MB RAM, 1 MB VRAM, 230 MB harde schijf, AppleCD 300i, microfoon en Ethernet
  - 68040-processor op 25 MHz, 24 MB RAM, 1 MB VRAM, 500 MB harde schijf en Ethernet

Beschikbaar vanaf 21 oktober 1993:
- Macintosh Quadra 650:[4] 68040-processor op 33 MHz

## Specificaties
- Processor: Motorola 68040, 33 MHz
- Systeembus snelheid: 33 MHz
- ROM-grootte: 1 MB
- Databus: 32 bit
- RAM-type: 80 ns 72-pin SIMM
- Standaard RAM-geheugen: 4 of 8 MB
  - Uitbreidbaar tot maximaal 132 of 136 MB
  - RAM-sleuven: 4
- Standaard video-geheugen: 512 KB DRAM
  - Uitbreidbaar tot maximaal 1 MB DRAM
- Standaard diskettestation: 3,5-inch, 1,44 MB (manueel)
- Standaard harde schijf: 230 of 500 MB (SCSI)
- Standaard optische schijf: geen (optionele cd-romspeler met dubbele snelheid)
- Uitbreidingssleuven: PDS, 3 NuBus
- Type batterij: 3,6 volt Alkaline
- Uitgangen:
  - 2 ADB-poorten (mini-DIN-4) voor toetsenbord en muis
  - 1 video-poort (DB-15)
  - 1 SCSI-poort (DB-25)
  - 2 seriële poorten (mini-DIN-8)
  - 1 Ethernet-poort (AAUI-15)
  - 1 audio-uit (3,5 mm jackplug)
  - 1 microfoon (3,5 mm jackplug)
- Ondersteunde systeemversies: System 7.1 t/m Mac OS 8.1 en A/UX 3.0.1 t/m 3.1.1
- Afmetingen: 15,2 cm x 33,0 cm x 41,9 cm (h×b×d)
- Gewicht: 11,3 kg

Uit productie: 1984: Macintosh 128K, Macintosh 512K · 1985: Macintosh XL · 1986: Macintosh Plus · 1987: Macintosh II, Macintosh SE · 1988: Macintosh IIx · 1989: Macintosh SE/30, Macintosh IIcx, Macintosh IIci, Macintosh Portable · 1990: Macintosh IIfx, Macintosh Classic, Macintosh IIsi, Macintosh LC serie · 1991: Macintosh Quadra 700, Macintosh Quadra 900, Apple PowerBook · Macintosh Classic II · 1992: Macintosh IIvx, Macintosh Quadra 950, PowerBook Duo, Macintosh Performa serie · 1993: Macintosh Centris serie, Macintosh Color Classic, Macintosh TV · Apple Workgroup Server · 1994: Power Macintosh · 1997: Power Macintosh G3, PowerBook G3, Twentieth Anniversary Macintosh · 1998: iMac · 1999: iBook, Power Mac G4 · 2000: Power Mac G4 Cube · 2001: PowerBook G4 · 2002: eMac, iMac G4 · 2003: Xserve, Power Mac G5 · 2004: iMac G5 · 2005: Mac mini · 2006: MacBook · 2015: MacBook (Retina) · 2017: iMac Pro

Huidige modellen: MacBook Air, MacBook Pro, iMac, Mac mini, Mac Studio, Mac Pro